# نناتشوویتسه
نناتشوویتسه (به چکی: Nenačovice) یک منطقهٔ مسکونی در جمهوری چک است که در ناحیه بروون واقع شده‌است. نناتشوویتسه ۳٫۹۷ کیلومتر مربع مساحت و ۲۴۴ نفر جمعیت دارد و ۲۷۵ متر بالاتر از سطح دریا واقع شده‌است.